# George Pearkes

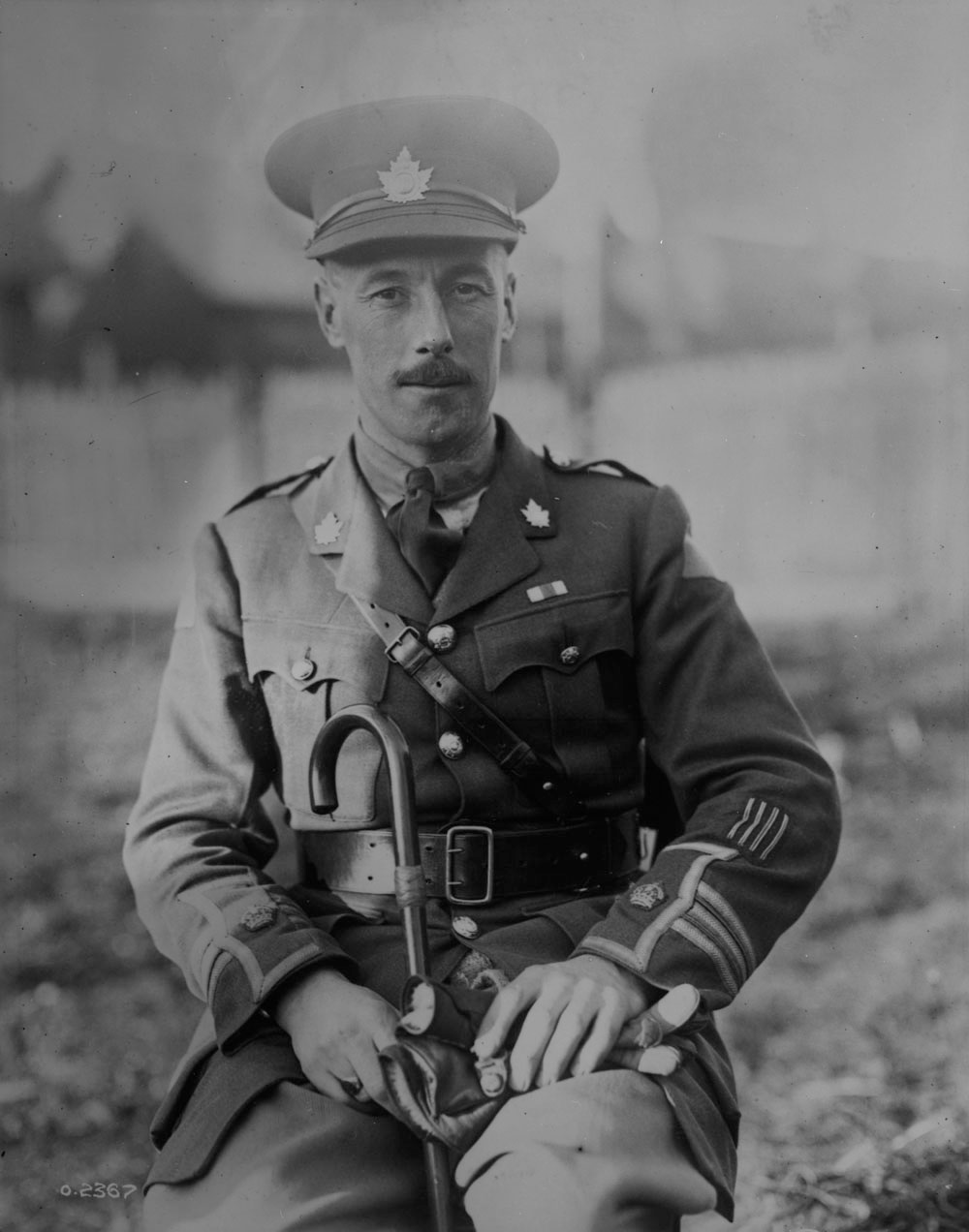
Pearkes 1917 im Ersten Weltkrieg

George Randolph Pearkes, VC, CC, PC, CB, DSO, MC (* 26. Februar 1888 in Watford, Vereinigtes Königreich; † 30. Mai 1984 in Victoria, British Columbia) war ein kanadischer Generalmajor und Politiker. Er war von 1945 bis 1960 konservativer Abgeordneter im kanadischen Unterhaus. Von 1957 bis 1960 gehörte er als Verteidigungsminister dem Kabinett des konservativen Premierministers John Diefenbaker an, anschließend war er bis 1968 Vizegouverneur der Provinz British Columbia.

## Biografie
Pearkes wanderte 1906 zusammen mit seinem Bruder nach Kanada aus und ließ sich in der Nähe von Red Deer in der Provinz Alberta nieder. 1911 schloss er sich der North-West Mounted Police an und war danach im Yukon-Territorium im Nordwesten des Landes stationiert. 1915 trat er als Gefreiter in die Royal Canadian Army ein und wurde bei Gefechten an der Westfront fünfmal verwundet. Für seine Tapferkeit wurde er bei den Gefechten um Passchendaele während der Dritten Flandernschlacht 1917 mit dem Victoria Cross ausgezeichnet sowie zum Oberstleutnant befördert.
Nach dem Ende des Ersten Weltkrieges blieb Pearkes als Offizier in den ständigen Streitkräften tätig. In den 1920er und 1930er Jahren war er als Stabsoffizier in Winnipeg und Calgary sowie an der königlichen Militärakademie in Kingston stationiert. 1925 heiratete er Constance Blytha Copeman, mit der er zwei Kinder hatte. Von 1938 bis 1940 kommandierte er den 13. Militärdistrikt in Calgary.
Während des Zweiten Weltkrieges wurde Pearkes zum Generalmajor befördert und war zunächst Kommandeur der in England stationierten 1. Kanadischen Infanteriedivision. 1942 sprach er sich gegen die letztlich fehlgeschlagene Operation Jubilee gegen den Hafen von Dieppe aus, weshalb er nach Kanada zurückbeordert wurde und die Leitung des Pazifikkommandos erhielt. 1943 war er an der Planung der Operation Greenlight, der Zurückeroberung der Aleuten, beteiligt.
Drei Monate vor Kriegsende beendete Pearkes seine militärische Karriere. Bei der Unterhauswahl im Juni 1945 war er Kandidat der Progressiv-konservativen Partei und wurde zum Abgeordneten des Wahlbezirks Nanaimo in British Columbia gewählt. 1949 gelang ihm dort die Wiederwahl, während er bei den Wahlen 1953 und 1957 im Wahlbezirk Esquimalt-Saanich erfolgreich war.

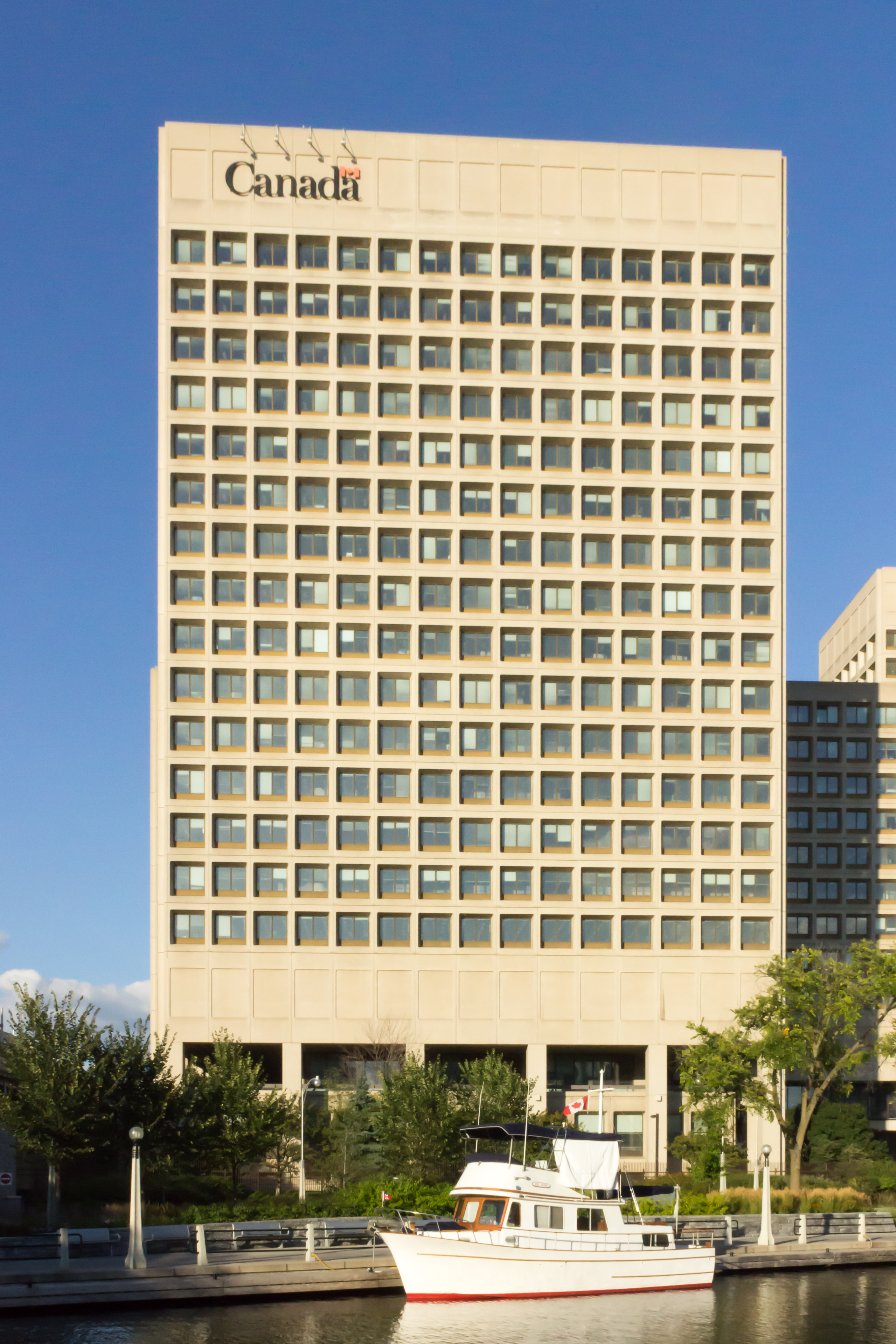
Das Pearkes-Gebäude in Ottawa

Premierminister John Diefenbaker ernannte Pearkes am 21. Juni 1957 zum Verteidigungsminister (Minister of National Defence). Als solcher nahm er 1957 an der Konferenz der Premierminister des Commonwealth of Nations in London sowie an zwei Treffen der NATO teil. Darüber hinaus empfing er 1958 Prinzessin Margaret bei deren Besuch im Namen der kanadischen Regierung. Ebenfalls 1958 empfahl er, die Entwicklung des Kampfflugzeugs Avro Arrow einzustellen.
Pearkes schied am 10. Oktober 1960 aus der Bundesregierung aus. Drei Tage später vereidigte ihn Generalgouverneur Georges Vanier als Vizegouverneur der Provinz British Columbia. Dieses repräsentative Amt übte er bis zum 2. Juli 1968 aus. Von 1966 bis 1976 war er Präsident der Veteranenorganisation Royal Canadian Legion. Für seine Verdienste als General und Politiker wurde er 1967 zum Companion des Order of Canada ernannt.